# Stammstrecke
A Stammstrecke ("törzsszakasz") egy 11,4 km hosszúságú vasútvonal Münchenben München-Pasing és München Ostbahnhof között. Legfontosabb eleme a város alatt húzódó 4,343 km hosszúságú alagút, mely összeköttetést teremt a főpályaudvar és az Ostbahnhof között.
Az alagút lehetővé teszi, hogy bármelyik S-Bahn járatról bármelyikre átszállhassunk, továbbá az agglomerációból érkező S-Bahn szerelvények az utasokat a belvárosba tudják szállítani. Így a Stammstreckéről több helyen is átszállhatunk a városi tömegközlekedési eszközökre.

## Története
München nyerte az 1972-es nyári olimpiai játékok rendezési jogát, így az olimpiai előkészületekhez hozzátartozott a közlekedés fejlesztése is. A város főpályaudvara fejállomásként épült meg annak idején, mely komoly gátja volt a forgalom növelésének. Az olimpiai pályázat elnyerése után nagy erőkkel indult meg egy városi S-Bahn hálózat kialakítása, mely nem csak München közlekedését, de az agglomerációkból bejárókat is segíti. Így a müncheni S-Bahn hálózatát egyszerre adták át, a Stammstreckét is beleértve, néhány héttel az olimpiai játékok megkezdése előtt. Ezzel ez a hálózat lett a legnagyobb egyben átadott S-Bahn hálózat Németországban.
A forgalom folyamatos növekedésével azonban a vasútvonal már nem tud tovább lépést tartani. A járatok húszpercenként ütemes menetrend szerint járnak, a vonatok kétpercenként követik egymást. További sűrítésre is lenne igény, ám nincs már rá kapacitás. A megoldást egy második alagút fogja majd jelenteni a város alatt, ami lehetővé teszi majd a 10-15 perces járatsűrűséget minden viszonylaton.

## Forgalom
A megnyitás idején óránként 18 szerelvény haladt át a Stammstreckén, ezt később óránkénti 24 szerelvényre tornázták fel. Ám a megnövekedett forgalom miatt ez sem volt elegendő, napjainkban már 30 szerelvény közlekedik itt, átlagosan 120 másodperces követési távolsággal.
A megnövekedett járatsűrűséghez új biztosítóberendezésre is szükség volt, így 2004-2005 között Pasing és az Ostbahnhof között kiépült az LZB egy speciális változata. Ez egyúttal lekorlátozta az ezen a vonalon közlekedő típusok számát is. Bár az alagútban elférnek akár emeletes szerelvények is, mégis csak a DB 423 sorozatú és a DB 420 sorozatú villamos motorvonatok közlekedhetnek rajta.

## Járatok
| Járat | Útvonal | Gyakoriság                                |
| ----- | --- | ----------------------------------------- |
| S1    | Freising – Pulling – Neufahrn / Flughafen München – Flughafen Besucherpark – Neufahrn – Eching – Lohhof – Unterschleißheim – Oberschleißheim – Feldmoching – Fasanerie – Moosach – Laim – Hirschgarten – Donnersbergerbrücke – Hackerbrücke – Hauptbahnhof – Karlsplatz (Stachus) – Marienplatz – Isartor – Rosenheimer Platz – Ostbahnhof | 20 percenként                             |
| S2    | Petershausen – Vierkirchen-Esterhofen – Röhrmoos – Hebertshausen – Dachau / Altomünster – Kleinberghofen – Erdweg – Arnbach – Markt Indersdorf – Niederroth – Schwabhausen – Bachern – Dachau Stadt – Dachau – Karlsfeld – Allach – Untermenzing – Obermenzing – Laim – Hirschgarten – Donnersbergerbrücke – Bahnhof Hackerbrücke – Hauptbahnhof – Karlsplatz (Stachus) – Marienplatz – Isartor – Rosenheimer Platz – Ostbahnhof – Leuchtenbergring – Berg am Laim – Riem – Feldkirchen – Heimstetten – Grub – Poing – Markt Schwaben – Ottenhofen – St. Kolomann – Aufhausen – Altenerding – Erding | 20 percenként                             |
| S3    | Mammendorf – Malching – Maisach – Gernlinden – Esting – Olching – Gröbenzell – Lochhausen – Langwied – Pasing – Laim – Hirschgarten – Donnersbergerbrücke – Bahnhof Hackerbrücke – Hauptbahnhof – Karlsplatz (Stachus) – Marienplatz – Isartor – Rosenheimer Platz – Ostbahnhof – St.-Martin-Straße – Giesing – Fasangarten – Fasanenpark – Unterhaching – Taufkirchen – Furth – Deisenhofen – Sauerlach – Otterfing – Holzkirchen | 20 percenként                             |
| S4    | Geltendorf – Türkenfeld – Grafrath – Schöngeising – Buchenau – Fürstenfeldbruck – Eichenau – Puchheim – Aubing – Leienfelsstraße – Pasing – Laim – Hirschgarten – Donnersbergerbrücke – Bahnhof Hackerbrücke – Hauptbahnhof – Karlsplatz (Stachus) – Marienplatz – Isartor – Rosenheimer Platz – Ostbahnhof – Leuchtenbergring – Berg am Laim – Trudering – Gronsdorf – Haar – Vaterstetten – Baldham – Zorneding – Eglharting – Kirchseeon – Grafing – Grafing Stadt – Ebersberg | 20 percenként                             |
| S6    | Tutzing – Feldafing – Possenhofen – Starnberg – Starnberg Nord – Gauting – Stockdorf – Planegg – Gräfelfing – Lochham – Westkreuz – Pasing – Laim – Hirschgarten – Donnersbergerbrücke – Bahnhof Hackerbrücke – Hauptbahnhof – Karlsplatz (Stachus) – Marienplatz – Isartor – Rosenheimer Platz – Ostbahnhof (– Leuchtenbergring – Berg am Laim – Trudering – Gronsdorf – Haar – Vaterstetten – Baldham – Zorneding – Eglharting – Kirchseeon – Grafing – Grafing Stadt – Ebersberg) | 20 percenként                             |
| S7    | Wolfratshausen – Icking – Ebenhausen-Schäftlarn – Hohenschäftlarn – Baierbrunn – Buchenhain – Höllriegelskreuth – Pullach – Großhesselohe Isartalbahnhof – Solln – Siemenswerke – Mittersendling – Harras – Heimeranplatz – Donnersbergerbrücke – Bahnhof Hackerbrücke – Hauptbahnhof – Karlsplatz (Stachus) – Marienplatz – Isartor – Rosenheimer Platz – Ostbahnhof – St.-Martin-Straße – Giesing – Perlach – Neuperlach Süd – Neubiberg – Ottobrunn – Hohenbrunn – Wächterhof – Höhenkirchen-Siegertsbrunn – Dürrnhaar – Aying – Peiß – Großhelfendorf – Kreuzstraße                              | 20 percenként                             |
| S8    | Herrsching – Seefeld-Hechendorf – Steinebach – Weßling – Neugilching – Gilching-Argelsried – Geisenbrunn – Germering-Unterpfaffenhofen – Harthaus – Freiham – Neuaubing – Westkreuz – Pasing – Laim – Hirschgarten – Donnersbergerbrücke – Bahnhof Hackerbrücke – Hauptbahnhof – Karlsplatz (Stachus) – Marienplatz – Isartor – Rosenheimer Platz – Ostbahnhof – Leuchtenbergring – Daglfing – Englschalking – Johanneskirchen – Unterföhring – Ismaning – Hallbergmoos – Flughafen Besucherpark – Müncheni repülőtér                                                                                | 20 percenként (csúcsidőben 10 percenként) |

## Képgaléria

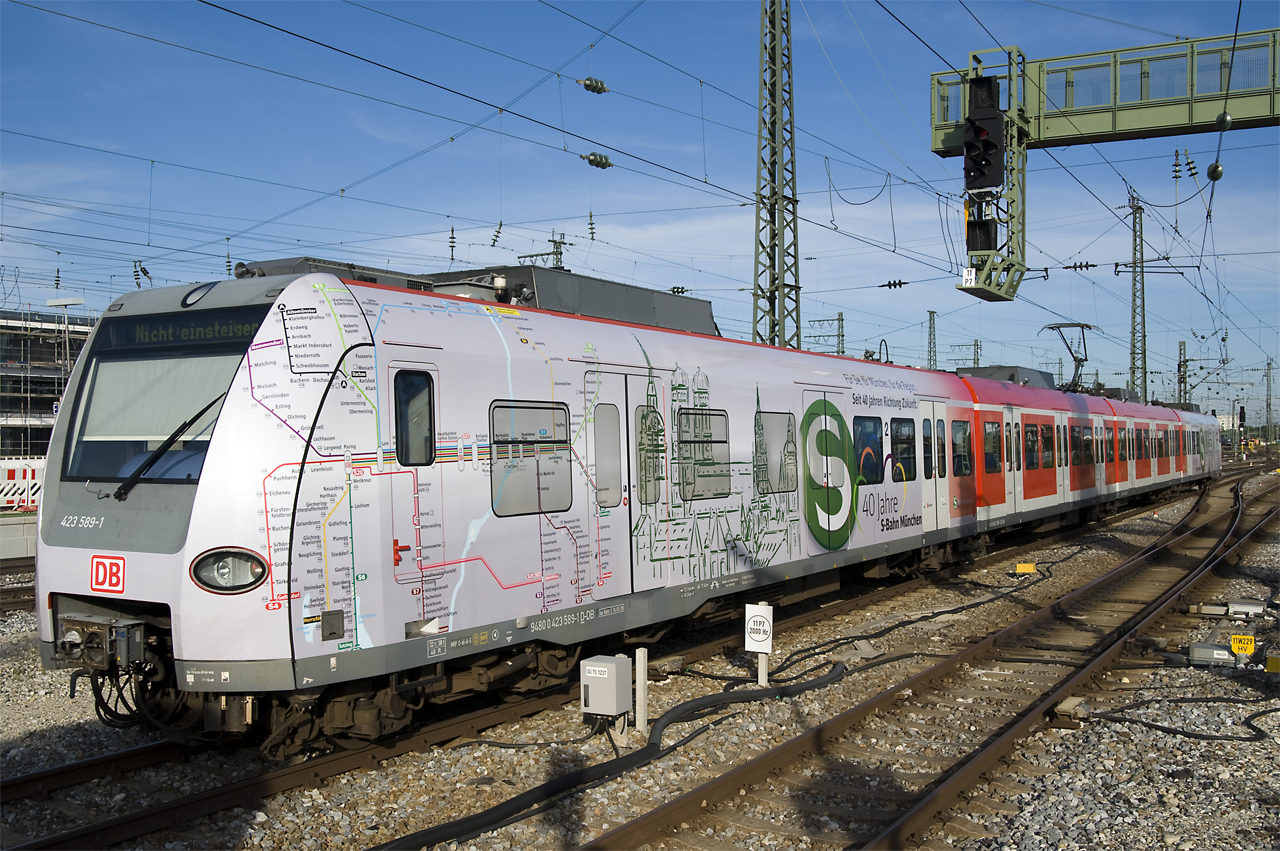
München-Pasing, a Stammstrecke kezdete
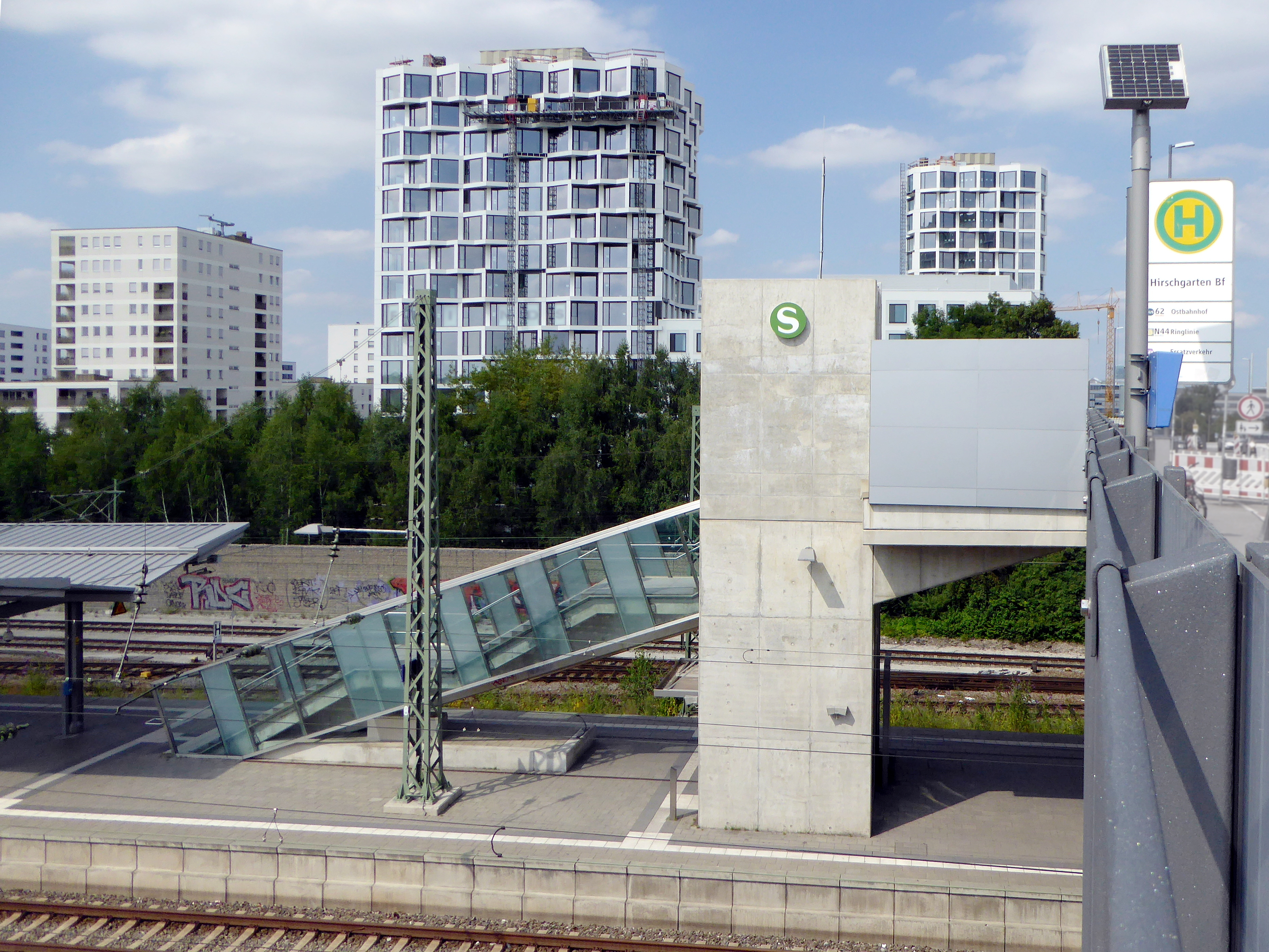
Hirschgarten
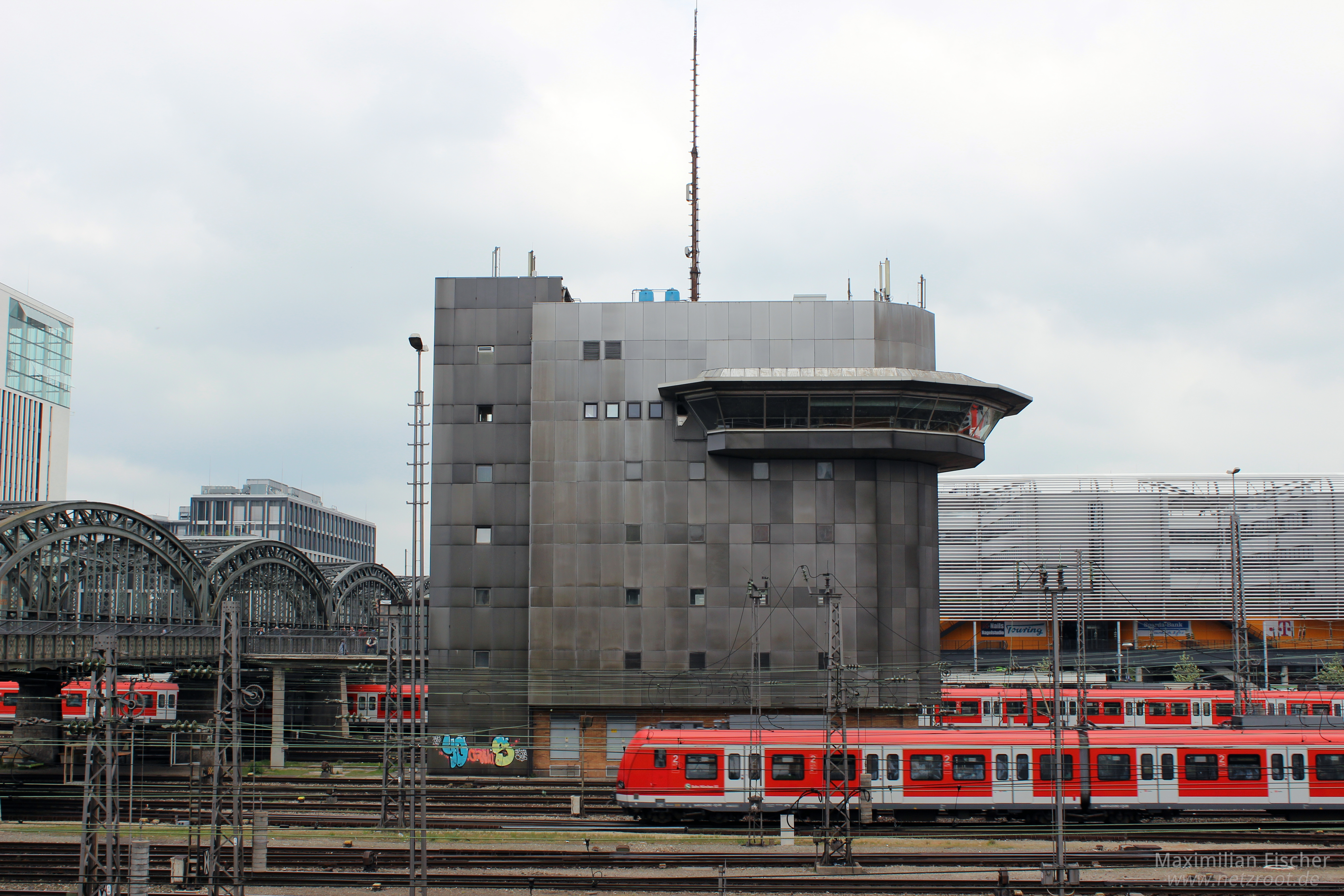
A HBF közelében, ahol az alagút kezdődik
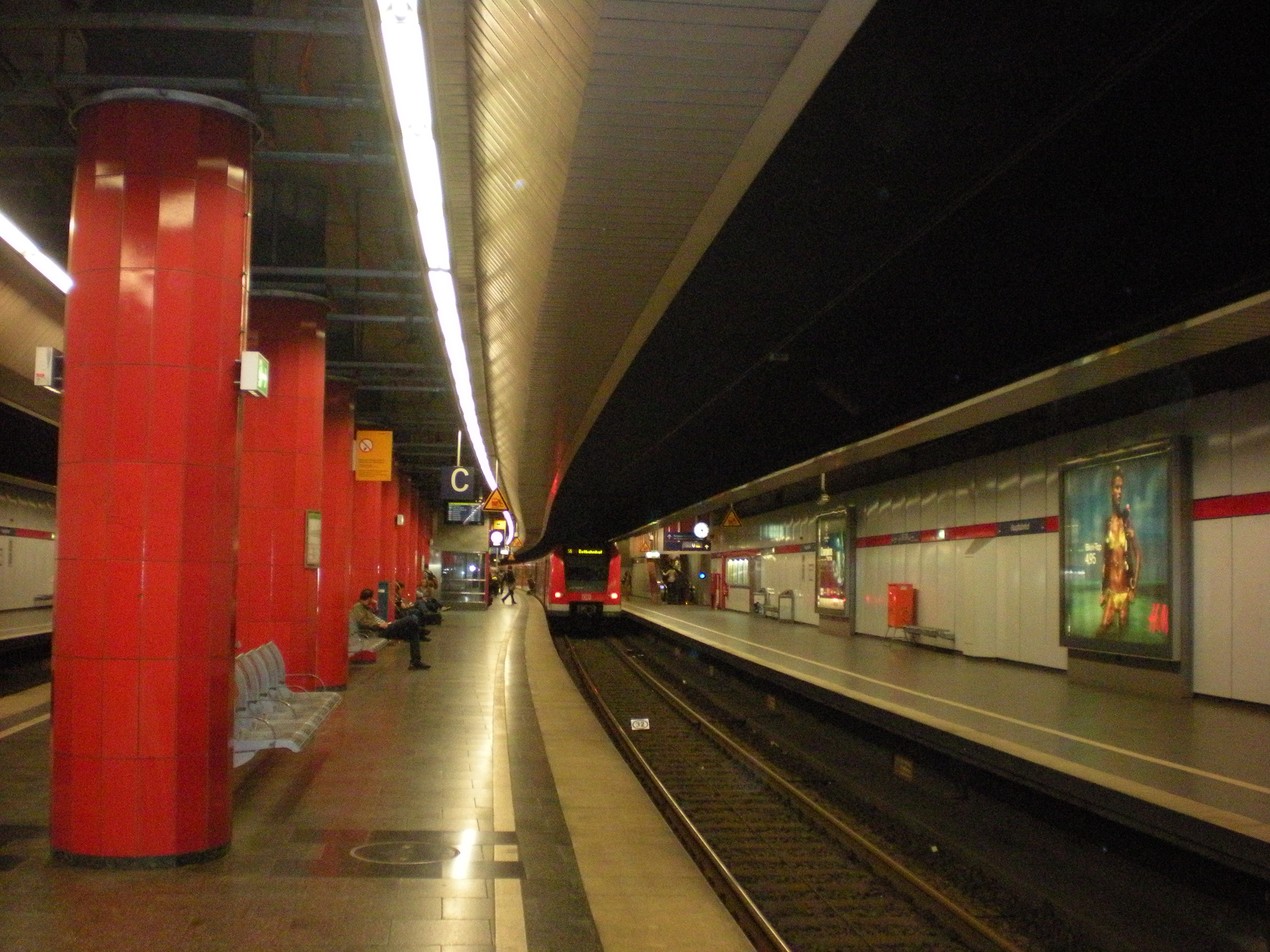
München Hauptbahnhof
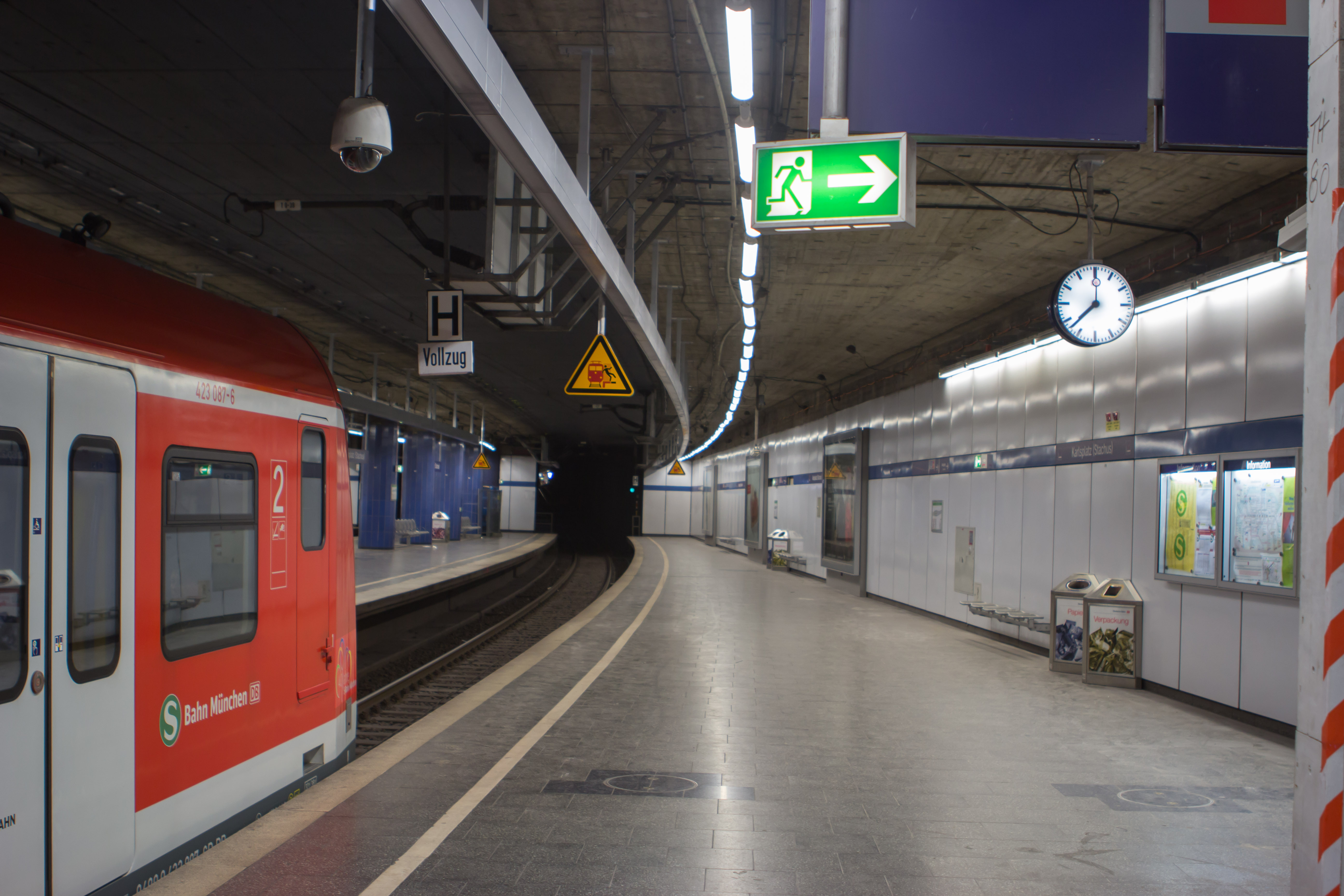
München Karlsplatz
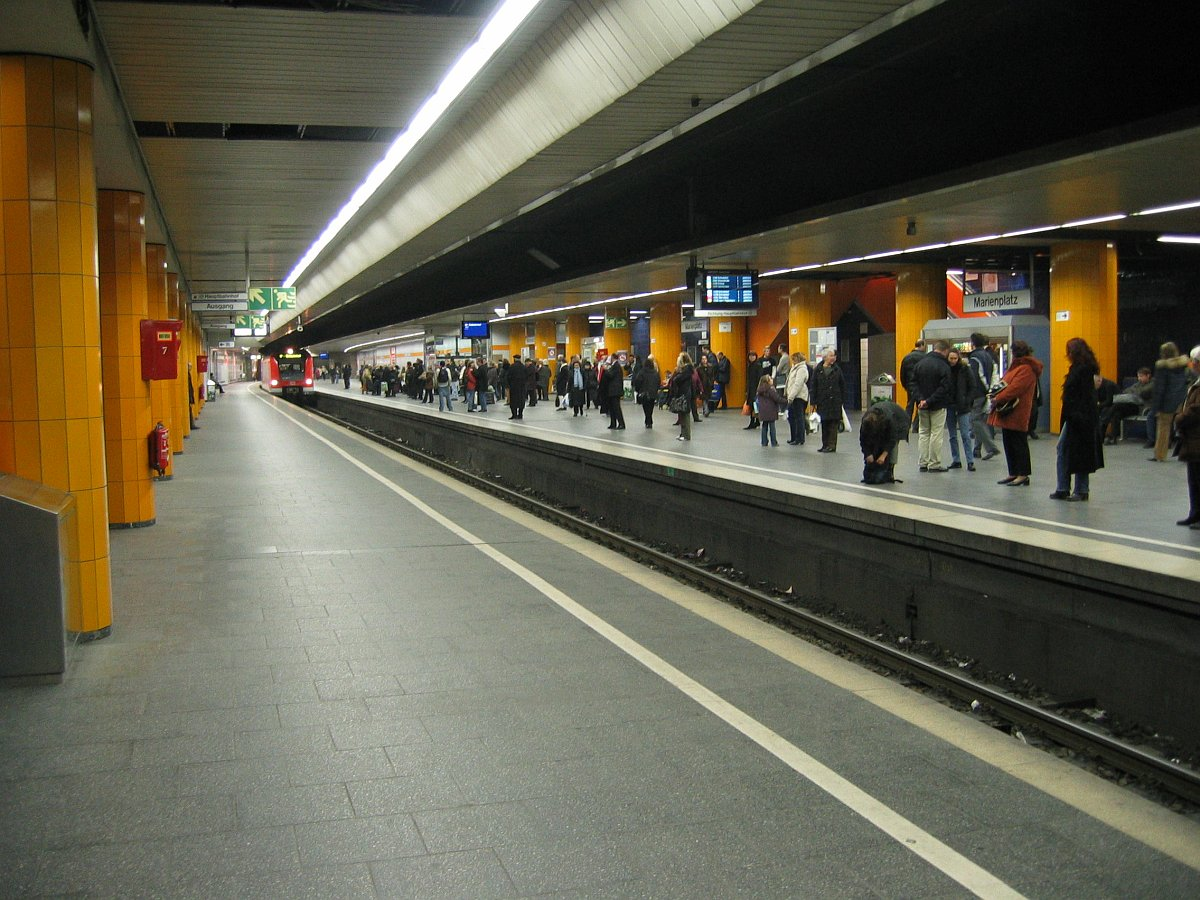
Marienplatz
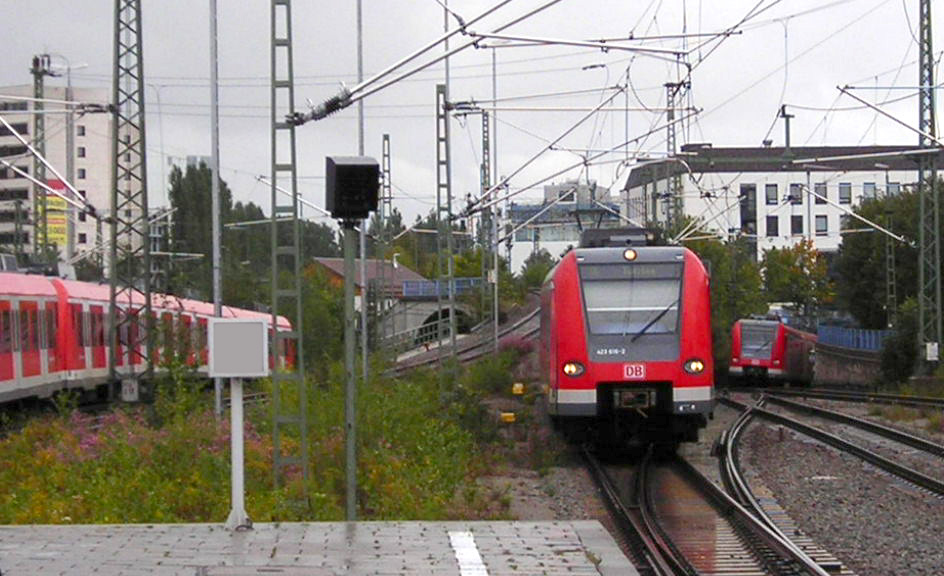
München Ostbahnhof, az alagút és a Stammstrecke vége

## Lásd még
- City-S-Bahn Hamburg - vasúti alagút Hamburg belvárosa alatt